# Comgano di Lochalsh
Comgano (... – VIII secolo) è stato fondatore e primo abate del monastero di Lochalsh. Il suo culto come santo è stato confermato da papa Leone XIII nel 1898.

## Biografia
Succedette a suo padre Kelly come principe di Leinster: sconfitto e ferito in battaglia, fuggì in Scozia insieme con sua sorella Chentigerna.
A Lochalsh fondò, insieme con sette compagni, un monastero. Suo nipote Fillano, figlio di Chentigherna, lo fece seppellire a Iona.

## Il culto
Papa Leone XIII, con decreto dell'11 luglio 1898, ne confermò il culto con il titolo di santo.
Il suo elogio si legge nel martirologio romano al 13 ottobre.